# 華富（北）巴士總站
華富（北）巴士總站位於香港南區瀑布灣華景街華富（二）邨華翠樓對面，為一個露天坑狀巴士總站，現時有4條巴士路線以此為總站，另有4條巴士路線及5條專綫小巴路線途經。2021年5月31日，舊有露天總站停止運作，原有路線遷往天橋臨時總站，配合華富邨重建及南港島綫(西段)智慧綠色集體運輸系統工程。

## 總站路線資料（巴士）

### 城巴40線
- 華富（北） ↔ 會展站

於1975年1月1日投入服務，取代原有的4號線「特別快車」，1978年7月24日總站由華富（南）巴士總站遷至此，途經置富花園、薄扶林、瑪麗醫院、香港大學、半山區及金鐘。

### 城巴40M線
- 華富（北） → 會展站

於1980年5月1日投入服務，1995年9月1日由金鐘（西）巴士總站延長至灣仔碼頭，途經薄扶林、瑪麗醫院、香港大學、半山區、中環及金鐘。

### 城巴40P線
- 華富（北） → 羅便臣道

於1997年3月3日投入服務，途經薄扶林、瑪麗醫院、香港大學及半山區，只於上課日上午繁忙時間06:40、07:05、07:30提供服務。

### 城巴73線（每日0800前班次）
- 華富（北） ↔ 赤柱市場

於1975年9月1日投入服務，2002年4月3日大部份班次由此延長至數碼港開出，途經香港仔、黃竹坑、深水灣及淺水灣。

## 途經路線資料（巴士）

### 城巴43M線
- 田灣 ↺ 石塘咀

於2014年12月28日配合港鐵西港島綫通車而投入服務，取代原有的城巴M47線，途經華貴邨、華富邨、碧瑤灣、大口環、摩星嶺及堅尼地城，只限往石塘咀方向途經此總站。

### 城巴48線
- 深灣／海洋公園 ↺ 華富（北）

於1977年1月4日投入服務，1978年7月24日總站由華富（南）巴士總站遷至此，2009年8月16日經服務重組後改為循環線並延長至由深灣開出，途經黃竹坑、香港仔及田灣，星期六及假日部份班次來往海洋公園。

### 城巴73線（每日0810後班次）
- 數碼港 ↔ 赤柱市場

於1975年9月1日投入服務，2002年4月3日大部份班次延長至由數碼港開出，途經貝沙灣、華富邨、香港仔、黃竹坑、深水灣及淺水灣。

### 城巴73P線
- 深灣 →

於2002年4月22日投入服務，2018年9月10日延長至由深灣開出，途經黃竹坑、香港仔、華富邨及貝沙灣，只於上課日上午繁忙時間提供服務。

## 途經路線資料（專線小巴）

### 香港島專線小巴23線
- 堅尼地城站 ↺ 華富邨

於1980年5月25日投入服務，途經薄扶林、瑪麗醫院、置富花園及華富邨。

### 香港島專線小巴31線
- 田灣 ↔ 銅鑼灣（謝斐道）

於1982年8月22日投入服務，途經華富邨、薄扶林、半山區、金鐘及灣仔。

### 香港島專線小巴31X線
- 田灣邨 ↔ 銅鑼灣（謝斐道）

### 香港島專線小巴63線
- 海怡半島 ↔ 瑪麗醫院

於1999年8月1日投入服務，途經鴨脷洲邨、香港仔、田灣及華富邨。

### 香港島專線小巴63A線
- 香港仔中心 ↔ 華富（北）

於2000年10月22日起投入服務，途經田灣及華富邨。

### 香港島專線小巴69X線
- 數碼港 ↔ 銅鑼灣（駱克道）

### 香港島專線小巴N31線
- Template:HK MiniBus Route HK Show:N31

## 外部連結
- 華富（北）巴士總站 （页面存档备份，存于），城巴／新巴